# Ролль, Альфред
Альфред Филипп Ролль (фр. Alfred Philippe Roll, 1 марта 1847 года, Париж — 27 октября 1919 года, там же) — французский живописец.

## Биография
Родился в Париже в 1846 году. Вначале занимался рисованием орнаментов и узоров, затем посещал парижское училище изящных искусств. Брал уроки у Жерома, Бонна, Арпиньи и Добиньи. Испытал влияние академизма. Свой первый пейзаж написал в 1869 году.
Впоследствии совершал поездки с художественной целью в Бельгию, Голландию, Мюнхен, Вену и Италию. Первые картины, с которыми он выступил перед публикой: «Дон-Жуан и Гайдея» из Байрона (1874), военная сцена «Halte-là» (1875) и «Охотница» (1876) остались едва замеченными и только в 1879 он обратил на себя общее внимание, когда выставил в парижском салоне огромное, полное драматизма «Наводнение в Тулузе».
Вдохновлённый успехом этого произведения, Ролль стал изображать преимущественно эпизоды из жизни рабочих, бедняков, простолюдинов во всей её неприглядности, с сильным, ничем не прикрашенным реализмом, напоминающим правдивость Э. Золя в его «Ругон-Маккарах» (см. натурализм в живописи). Часто получал заказы от французского правительства. В 1880-х годах Ролль «открыл» художника Альфреда Смита, продвигая его работы и помогая ему в карьере.
Наряду с натуралистическими полотнами Ролль продолжал, однако, писать сцены военного быта и фантастические сюжеты, в которых любил сопоставлять наготу женского тела с фигурами животных и с пейзажем при эффектном освещении. Его рисунок экспрессивен, колорит гармоничен, приём письма широкий, доходящий иногда до грубости.

## Творчество
Наиболее известные произведения:
- «Наводнение в Тулузе» (1879);
- «Праздник Силена» (1879);

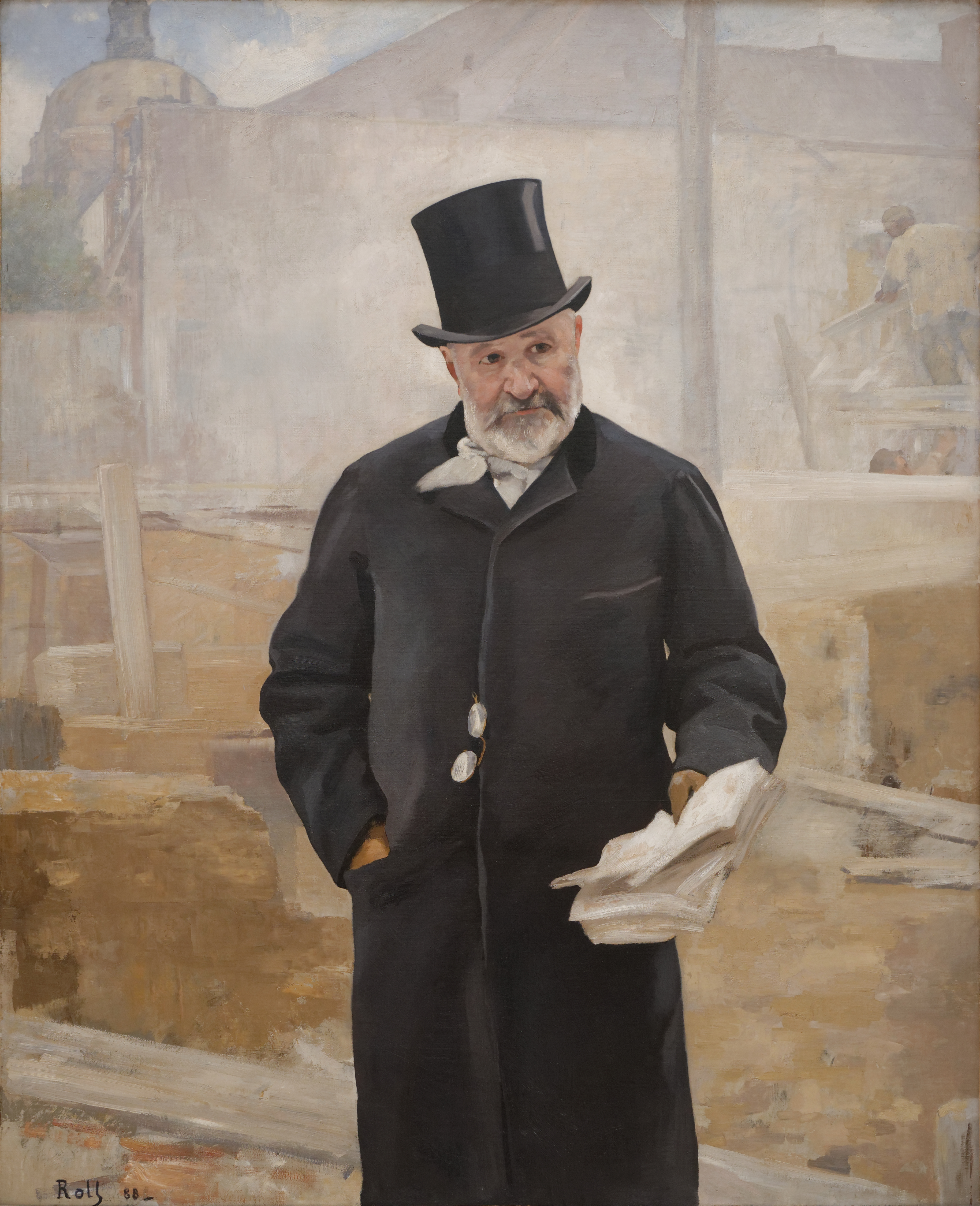
Портрет инженера Альфана

- «Стачка горнозаводских рабочих» (1880);
- «Вперёд!»,
- «Фермерка Манда Ламетри»,
- «Работа» (1887),
- «Девушка и молодой бык» (1888)
- «Лето» (1889)
- «Угольщики»
- «Нормандия»
- «Постройки в Сюрене» (1885)